# Russarö
Russarö est une île au sud de Hanko (région d'Uusimaa en Finlande.

## Description
L'île était fermée au public car elle est zone militaire des forces de défense finlandaises. 
Depuis 2009, elle est en accès limité au public.
L'île dispose du phare de Russarö en pierre de cinq étages construit en 1863 , et d’une station météorologique de l’Institut météorologique finlandais.

## Décembre 1939

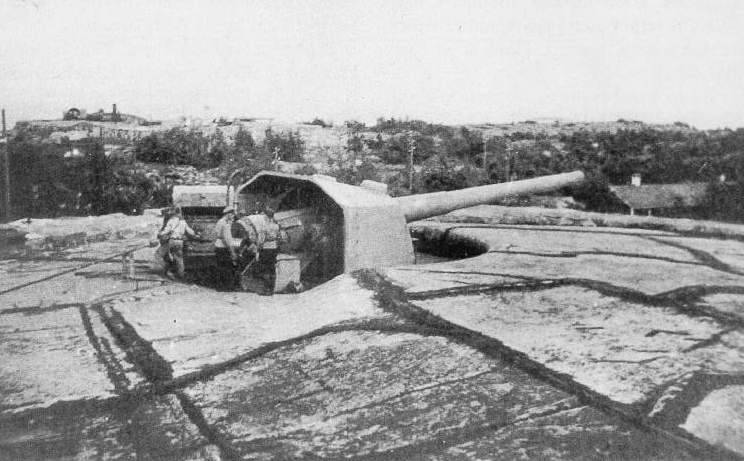
L'artillerie côtière finlandaise de 234 mm à Russarö lors d’un exercice militaire dans les années 1930.

Le 1er décembre 1939, le croiseur soviétique Kirov, navire de tête de la classe du même nom, accompagné des destroyers Stremitelnyi et Smetlivyi, approcha la batterie d'artillerie côtière fortifiée située sur l'île. Après un bref échange de tirs et 35 obus tirés par les Finlandais, le Stremitelnyi et le Kirov furent encadrés par des coups à toucher et le détachement soviétique fit retraite. 17 hommes furent tués à bord du Kirov et 30 furent blessés.